# Czinke István
Pálóczi Czinke István (Pácin, 1855. november 18. – Budapest, 1942. július 17.) magyar református lelkész, 1921 és 1929 között a Tiszáninneni református egyházkerület csehszlovákiai részének püspöke, egyházi író.

## Életútja
Czinke Gábor és Páloczi Borbála fia. Tanulmányait Pácinban kezdte, 1866-tól Sárospatakon tanult, 1878-ban végezte el a teológiát. Ezután kollégiumi senior volt egy évig, majd ezt követően Sárospatakon káplánkodott és hitoktatóként dolgozott. 1882-ben Erdőbényére választották meg lelkésznek, majd 1896 tavaszán Rimaszombatba került elsőpapnak, itt egyúttal gimnáziumi vallástanár is volt. A tiszáninneni egyházkerület 1895-ben aljegyzőnek, 1917-ben főjegyzőnek, majd a budapesti második és harmadik zsinatra rendes tagnak választotta. Előzőleg már az 1891–4-i zsinatoknak póttagja volt. 1914 és 1917 között esperesi tisztséget vállalt a gömöri egyházmegyében. 1921-ben a tiszáninneni egyházkerület Csehszlovákiához csatolt része püspökké választotta, egyúttal konventi és zsinati elnöki tisztet is betöltött. 1929-ben leköszönt állásáról és lelkészségéről is, majd Budapestre költözött. Ezután Szigetszentmiklóson élt, majd Miskolcon, végül újfent Budapestre került. 1915-től a Magyar Protestáns Irodalmi Társaság választmányi tagja volt. Számtalan cikkét közölték az egyházi lapok. Halálát szívizom elfajulás okozta. Felesége Eperjessy Erzsébet volt.

## Önállóan kiadott művei
- Ima 1879. márc. 15-én. (Sárospatak, 1879.)
- Kiáltó szó a prot. leánynevelés érdekében. (Uo. 1880.)
- Bánat az örömben (Beköszöntő prédikáció Erdőbényén). (Uo. 1882.)
- A prot. egyház halottai (Prédikáció az erdőbényei templom százéves ünnepén). (Uo. 1886.)
- A galamb és az olajfalevél (Prédikáció az 1791. XXVI. tc. százados ünnepén). (Uo. 1891.)
- A zászló (P. E. I. L. 1892.).
- Az Isten országa nem beszéd, de erő (Beköszöntő Rimaszombatban). (Rimaszombat, 1896.)
- A magyarok Istene (Prédikáció a millenniumkor). (Uo. 1896.)
- Ünnepi beszéd március 15-én. (Uo. 1897.)
- Az Isten országa és a felekezetek. (Rozsnyó, 1900.)
- Rákóczi-ünnepi beszéd. (Rimaszombat, 1903.)
- A socialismusról. (Uo. 1903.)
- Imádságos könyv templomi használatra. (Uo. 1904.) (II. kiad. uo. 1911.)
- Imádság Rákóczi hamvainak hazahozatalakor. (Uo. 1906.)
- Imádságok és vallástételek a vallásos nevelés céljaira… (Uo. 1906.) (II. kiad. 1910., III. kiad. 1926.)
- Ref. istentiszteleti szertartások. (Debrecen, 1913.)
- Imádság I. Ferenc József halálára. (Rimaszombat, 1916.)
- Az örök tűz (Prédikáció a reformáció négyszázéves fordulóján). (Uo. 1917.)
- Próbák tüzében (Prédikáció). (Miskolc, 1918.)
- A harmadik nagy aratás (Püspöki székfoglaló és lelkészszentelő beszéd). (Rimaszombat, 1921.)
- Pedig mi azt hittük (Prédikáció zsinatmegnyitó istentiszteleten). (Léva, 1921.)
- Az idvezítés története (tankönyv). (Rimaszombat, 1923.)
- A mi hitünk és életünk (Konfirmációi káté). (Uo. 1923.) (Szlovákul is.)
- A Krisztus anyaszentegyháza (Egyháztört. tankönyv). (Uo. 1923.) (II. kiad. 1925.)
- Keresztény hit és keresztény élet. (Uo. 1924.)
- A református vallás- és énektanítás tervezete. (Uo. 1925.)
- Az elkeseredett próféta (Prédikáció Jókai születésének 100. évében). (Nagykapos, 1925.)
- A zsoltárok (Szenczi Molnár Albert nyomdokain). (Miskolc, 1938.)

Szerkesztette a csehszlovákiai református énekeskönyvet (1925.), melyben tőle is szerepel 29 eredeti és egy fordított ének. Kéziratban is vannak művei.